# Agence fédérale de l'énergie atomique
L'Agence fédérale de l'énergie atomique (en russe : Федера́льное аге́нтство по а́томной эне́ргии) est une ancienne agence fédérale russe, responsable du bon fonctionnement du conglomérat de l'industrie nucléaire en Russie.
Créée en 2004, l'agence est dissoute en 2008 pour laisser place à Rosatom, une entreprise publique regroupant l'intégralité du secteur du nucléaire russe. 
Elle a une responsabilité plus étendue que les organismes réglementaires des autres pays : la NRC aux États-Unis, l'ASN en France, etc. En effet, au-delà des aspects sécurité, elle couvre l'ensemble de la recherche (CEA en France), de la construction (Framatome en France) et de la gestion du combustible (EDF et Orano en France) et de la gestion des déchets (ANDRA en France). Sa direction opérationnelle est installée à Nijni-Novgorod.

## Historique
Le 26 juin 1953 est constitué le ministère de l'industrie de construction de machines de l'URSS, ou ministère des Constructions Moyennes (Minsredmach).
Le 11 septembre 1989, ce ministère est renommé ministère de l'Énergie atomique de la Fédération russe (en russe : Министе́рство по а́томной эне́ргии Росси́йской Федера́ции), abrégé en MinAtom (en russe : МинАтом). C'est ce ministère qui a été réorganisé dans le cadre de l'Agence fédérale de l'énergie atomique le 9 mars 2004.
Il a été successivement dirigé par :
- Evgueni Adamov jusqu'en 2001,
- Alexandre Roumiantsev de 2001 à 2005,
- Sergueï Kirienko, ancien premier ministre de Russie (en 1998), de 2005 à 2008.

Sergueï Kirienko lance la nationalisation d’une vingtaine de sociétés actives dans le secteur nucléaire. En 2007, ces entreprises sont toutes réunies en une corporation d’État unique : Rosatom. 
En 2016, la corporation regroupe environ 400 sociétés, qui couvrent tout le cycle de production dans le secteur nucléaire, depuis l’extraction d’uranium et la fabrication d’énergie nucléaire jusqu’à la conception, la construction et la maintenance des centrales et la création de missiles nucléaires.

## Activités
Rosatom présente ses chiffres clés :
- production d'électricité : 195,2 TWh (180,5 TWh en 2014) ;
- 18,6 % de la production totale d'électricité en Russie (17,2 % en 2014) ;
- réacteurs électrogènes en construction : 8 en Russie, 36 à l'étranger ;
- production d'uranium : 7 800 tonnes (production à l'étranger incluse) ;
- investissements en R&D : 4,5% du chiffre d'affaires.

## Stratégie
Rosatom annonce en 2017 employer 255 000 personnes dans quarante pays et pouvoir construire six ou sept réacteurs par an. En 2015, il dit avoir réalisé un bénéfice d’environ 2 milliards d’euros pour 13 milliards de chiffre d’affaires et vise à terme entre 25 % et 30 % du nucléaire mondial.  Rosatom a réussi à mettre en service son réacteur de troisième génération, le VVER 1 200 MW, le 20 mai 2016, à Novovoronej, à 500 kilomètres au sud de Moscou. Rosatom a d’autres projets  de centrales 3G, notamment en Hongrie et en Turquie. Rosatom s'intéresse vivement à la filière nucléaire française : il coopère avec EDF sur la rénovation d'une centrale en Bulgarie ; Andrey Rozhdestvin, directeur de la filiale française, précise : « ensemble, on a réalisé la prolongation de la tranche 5 et comme le client est satisfait, on va maintenant travailler sur la tranche 6 » ; en avril 2016, Rosatom et EDF ont conclu un accord de coopération scientifique et technique pour améliorer la sûreté des centrales russes ; le conglomérat s’est aussi associé à Engie dans les services nucléaires et même dans l’éolien ; le consortium Rosatom-Engie vient de remporter un appel d'offres pour un parc de 600 MW en Russie ; Rosatom s’est également rapproché de Veolia avec lequel il a conclu un accord dans le traitement de l’eau ; face à la pénurie d’ingénieurs nucléaires en France, le groupe propose ses services, via une coopération avec son institut de formation Mephi. Rosatom propose son concours à Areva en Finlande pour aider à achever la centrale EPR d'Olkiluoto, alors qu'un autre réacteur de troisième génération est en cours de construction par Rosatom à Hanhikivi. Enfin, Rosatom souhaiterait intégrer le nouveau tour de table d’Areva : « l’entrée dans le capital d’Areva n’est pas exclu, mais l’État français n’est pas très partant ».
En mai 2018, Rosatom annonce avoir un carnet de commandes à l'étranger de 33 réacteurs, dont une douzaine en chantier, parmi lesquels Akkuyu (Turquie), Paks II (Hongrie), Hanhikivi (Finlande) et Ostrovets (Biélorussie). Après les extensions à Tianwan (Chine) et Kudankulam (Inde), le groupe cible l’Égypte, le Bangladesh et d’autres « nouveaux entrants » parmi les pays du Sud, dont le Soudan ; par contre, le Vietnam a abandonné ses projets nucléaires. Le principal modèle proposé à l'exportation est désormais le réacteur de troisième génération VVER-1200.
En 2017, Rosatom exploite 10 centrales nucléaires en Russie (et est engagé dans la construction de plusieurs autres) 
Diversification dans l'éolien : fin janvier 2017, alors que le gouvernement russe veut monter la part de l'éolien à 2 % du total de l'électricité russe avant 2024, Rosatom annonce lancer une coentreprise spécialisée dans l'éolien avec le fabricant néerlandais d'éoliennes Lagerwey. Ce «  nouveau secteur en Russie » a un chiffre d'affaires évalué à plusieurs milliards d'euros par an. Rosatom doit construire 26 fermes éoliennes (d’abord au sud du pays) et sa nouvelle holding envisage une capacité de 610 MW à construire de 2018 à 2020.

## Critiques
Rosatom n'archive pas de traces des anciens incidents et accidents. Ce manque n'aide ni à l'amélioration de la sécurité, ni à la prévention.